# Oloïde

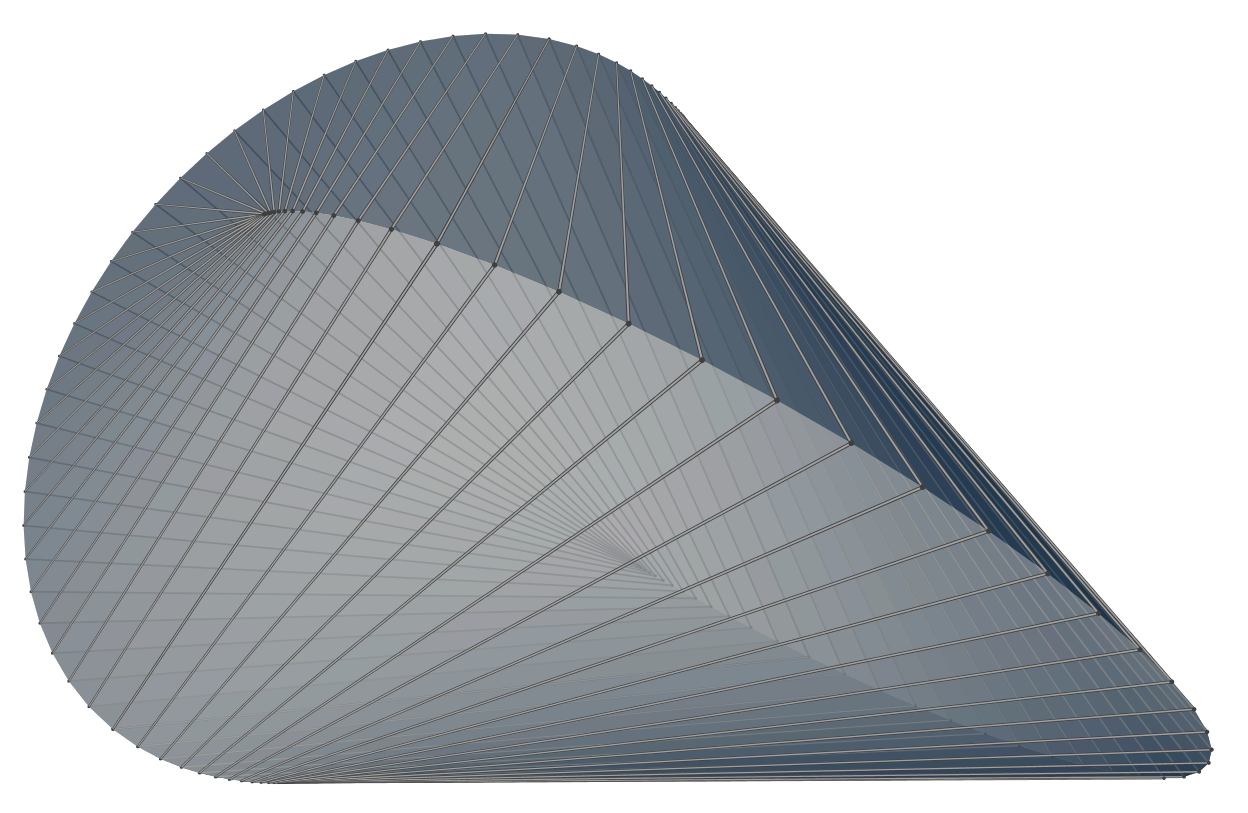
Liggende oloïde met ribben om de 6 graden

Oloïde opengeknipt en platgelegd; twee ribben (contactlijnen bij rollen) zijn ingetekend.

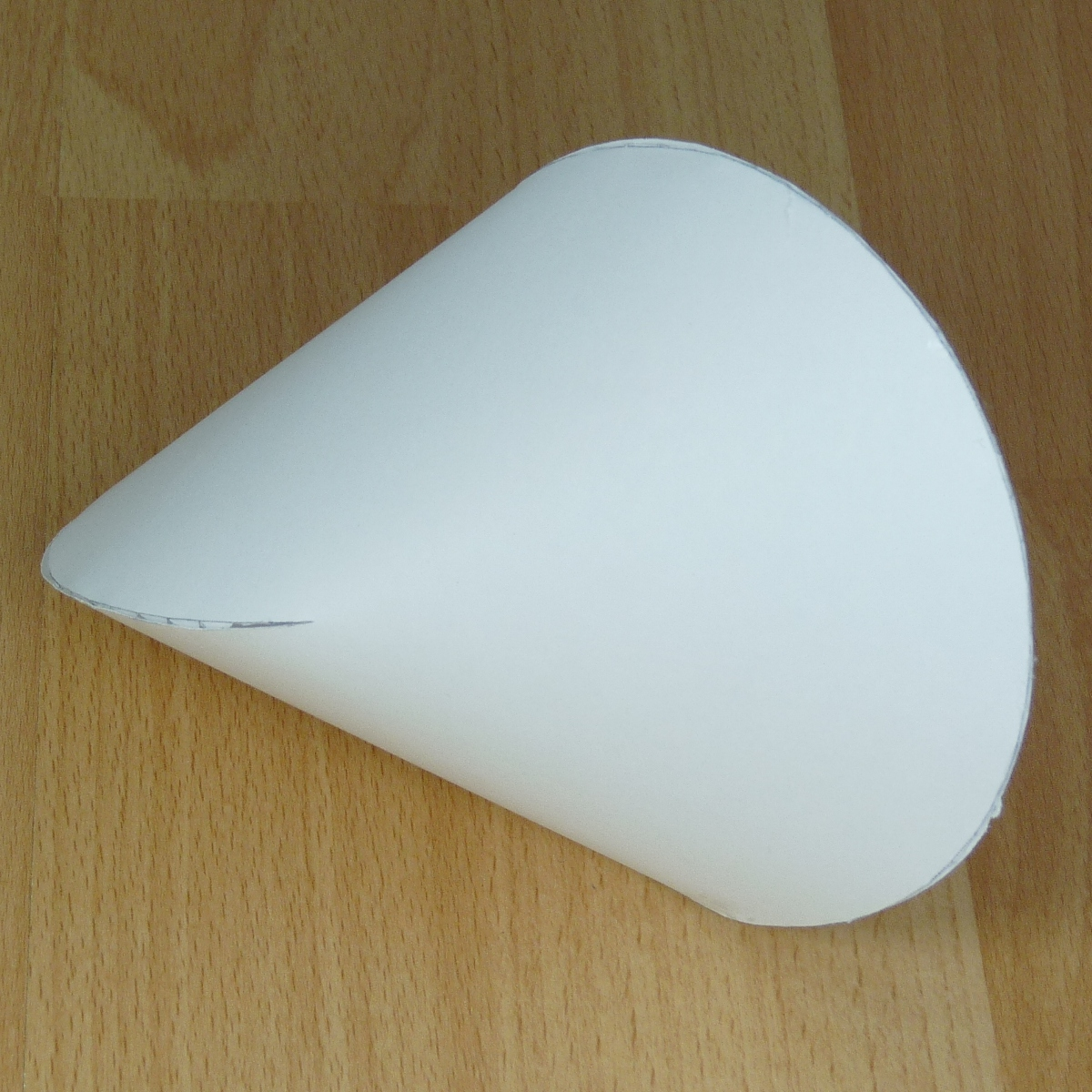
Oloïde van papier

De oloïde is een geometrisch lichaam dat werd uitgevonden door de Zwitserse uitvinder, wiskundige en kunstenaar Paul Schatz. 
De oloïde wordt gekenmerkt door de tuimelende beweging waarmee hij zich, afwikkelend over zijn gehele eigen oppervlakte, voortbeweegt over een plat vlak. Bij het rollen is de lengte van de contactlijn constant.
Aan de basis van de uitvinding van de oloïde lag Schatz' ontdekking van de inversie van regelmatige veelvlakken, de kubus in het bijzonder. Later bleek ook de praktische waarde van de oloïde, toen bleek dat de vorm een bijzonder efficiënt hulpmiddel was bij het mengen van vloeistoffen. Van deze toepassing wordt bijvoorbeeld gebruikgemaakt binnen het proces van waterzuivering.